# 蘇蘇皮略山
9°24′00″S 76°41′04″W / 9.40000°S 76.68444°W
蘇蘇皮略山（西班牙語：Susupillo），是秘魯的山峰，位於該國中部瓦努科大區，由瓦馬利埃斯省的坦塔馬約區負責管轄，屬於安地斯山脈的一部分，海拔高度4,400米。